# Mauzoleum Samanidów

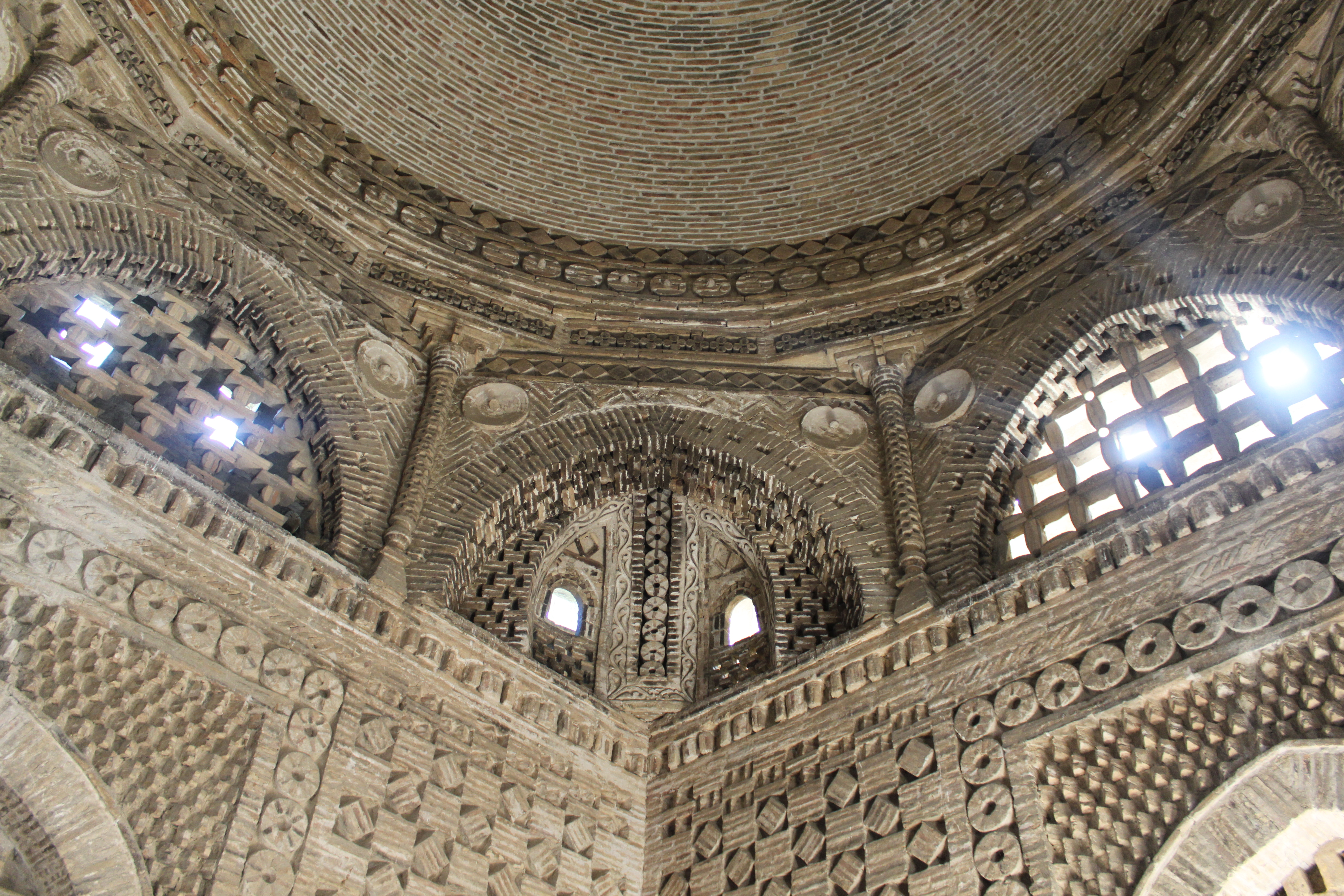
Wnętrze mauzoleum

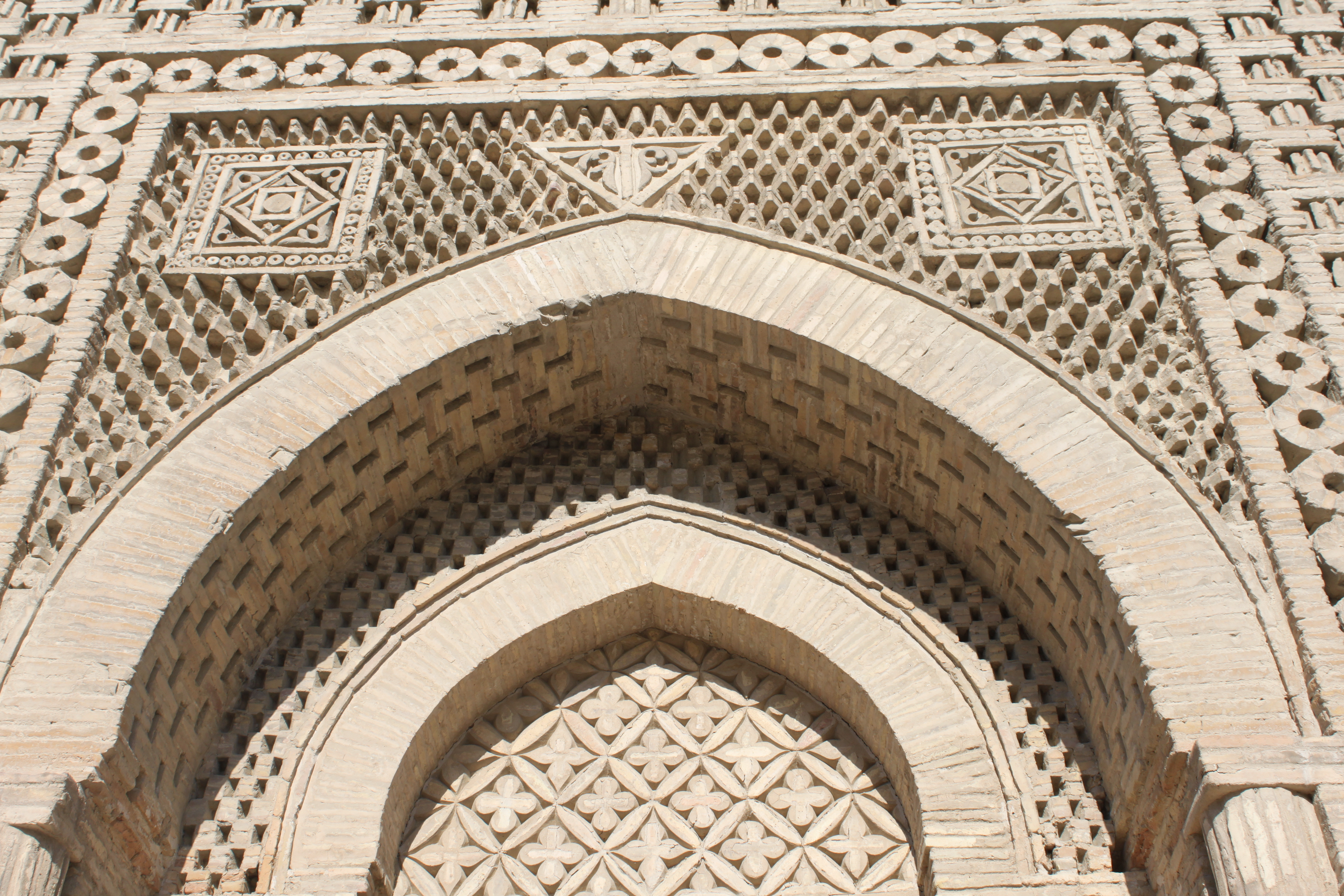

Mauzoleum Samanidów (uzb. Somoniylar maqbarasi) – mauzoleum zbudowane w IX–X w. za panowania Ismaila Samaniego (892–907), znajdujące się w historycznym centrum Buchary w Uzbekistanie. Budynek mauzoleum był pierwotnie częścią większej nekropolii, która nie zachowała się do dziś. W miejscu byłej nekropoli powstał park rekreacyjny im. Samanidów, na terenie którego obecnie znajduje się mauzoleum. Jest to najstarsze i najlepiej zachowane mauzoleum na terenie Azji Środkowej.   
W 1993 roku historyczne centrum Buchary (w tym Mauzoleum Samanidów) zostało wpisane na listę światowego dziedzictwa UNESCO i od tego czasu jest jedną z głównych atrakcji turystycznych miasta.

## Historia
Mauzoleum zostało wzniesione w latach 892–943 przez władcę perskiego Ismaila Samaniego, założyciela ogromnego państwa Samanidów na terytoriach Persji, Afganistanu, Uzbekistanu, Turkmenistanu i Tadżykistanu, dla swojego ojca Ahmada ibn Assada (zmarł w 865 roku). Następnie w mauzoleum został pochowany sam Ismail Samani i jego wnuk Nasr II ibn Ahmad. Do XX wieku mauzoleum było prawie całkowicie pokryte warstwą kulturową.
W średniowieczu to i inne (nie zachowane do dziś mauzolea) znajdowały się na terenie dużej nekropolii dynastii Samanidów. Wraz z upadkiem dynastii obszar nekropolii stopniowo niszczał.    

## Architektura
Mauzoleum zostało zbudowane w kształcie sześcianu lekko zwężającego się ku górze o wymiarach 10,6 × 10,6 m, przykrytego półkolistą kopułą o średnicy 9,25 m. Ściany mauzoleum mają 2 metry grubości i są wykonane z wypalanej cegły. Wszystkie cztery fasady mauzoleum są identyczne, zdobione w narożnikach wciętymi w mury kolumnami  i arkadową galeryjką, zwieńczonymi małymi kopułami o średnicy 1,30 m. 